# Mauretansko-zelenortska granica
Granica između Zelenortske Republike i Mauritanije je u putpunosti pomorska granica, a nalazi se u Atlantskom oceanu u blizini obale Nouakchotta. Ta je granica definirana pravilom ekvidistance između dviju zemalja i sadržana u ugovoru potpisanom u rujnu 2003.
Linearni pomorski segmenti definirani su s osamnaest pojedinačnih koordinatnih točaka.
- Točka H: 16°04.0′N 19°33.5′W / 16.0667°N 19.5583°W
- Točka I: 16°17.0′N 19°32.5′W / 16.2833°N 19.5417°W
- Točka J: 16°28.5′N 19°32.5′W / 16.4750°N 19.5417°W
- Točka K: 16°38.0′N 19°33.2′W / 16.6333°N 19.5533°W
- Točka L: 17°00.0′N 19°32.1′W / 17.0000°N 19.5350°W
- Točka M: 17°06.0′N 19°36.8′W / 17.1000°N 19.6133°W
- Točka N: 17°26.8′N 19°37.9′W / 17.4467°N 19.6317°W
- Točka O: 17°31.9′N 19°38.0′W / 17.5317°N 19.6333°W
- Točka P: 17°44.1′N 19°38.0′W / 17.7350°N 19.6333°W
- Točka Q: 17°53.3′N 19°38.0′W / 17.8883°N 19.6333°W
- Točka R: 18°02.5′N 19°42.1′W / 18.0417°N 19.7017°W
- Točka S: 18°07.8′N 19°44.2′W / 18.1300°N 19.7367°W
- Točka T: 18°13.4′N 19°47.0′W / 18.2233°N 19.7833°W
- Točka U: 18°18.8′N 19°49.0′W / 18.3133°N 19.8167°W
- Točka V: 18°24.0′N 19°51.5′W / 18.4000°N 19.8583°W
- Točka X: 18°28.8′N 19°53.8′W / 18.4800°N 19.8967°W
- Točka Y: 18°34.9′N 19°56.0′W / 18.5817°N 19.9333°W
- Točka Z: 18°44.2′N 20°00.0′W / 18.7367°N 20.0000°W

Točka H odgovara tromeđi sa Senegalom.